# 진완 (전제)
진완(陳完, 기원전 706년 ~ ?)은 중국 춘추 시대 사람으로, 전제의 시조이다. 성은 규(嬀), 씨는 진(陳), 바꾼 씨는 전(田)이다. 시호는 경중(敬仲)이다. 통칭으로 진경중(陳敬仲) 혹은 전경중(田敬仲)이라고 부른다.

## 생애
본디 진나라의 공자로, 진 여공의 아들이다. 진 선공 21년(기원전 672년), 선공이 사랑하는 첩의 아들 관(후의 진 목공)을 세우고자 태자 어구를 죽였다. 완은 진나라 대부 전손과 같이 태자 어구의 당이었으므로 제나라로 달아났다. 이때가 제 환공 14년이었다. 제 환공은 완을 경으로 삼으려 했으나, 완은 사양하고 공정(백공을 관리하는 관직)을 지냈다.
완은 본국의 이름인 진(陳)에서 따서 전(田)으로 족명을 삼았다. 완의 후손들은 진씨와 전씨를 혼용했다. 《사기집해》에서는 서광이 인용한 응소의 주장을 재인용해서 주석했다. 이에 따르면, 진완이 전 땅을 식읍으로 받았기 때문에 전씨를 썼다고 한다. 그러나 사마정은 《사기색은》에서 진(陳)과 전(田)의 음이 비슷하기 때문에 전씨가 된 것이라고 했다. 장수절은 《사기정의》에서 완이 본국의 이름을 꺼려 진 대신 전을 족명으로 썼다고 주석했다.
진완의 후손들은 제나라에서 점차 권세를 잡았고, 8대 종주인 전 성자 대부터는 임금을 허수아비로 만들고, 사실상 제나라 임금 노릇을 했으며, 11세손 제 태공이 정식으로 제후에 등극하기에 이르렀다.

## 시조 설화
전제의 시조로서, 이를 예언하는 점괘가 사적에 남았다. 진완이 태어났을 때, 진후가 주나라 태사로 하여금 시초점을 치게 했다. 태사는 관괘를 뽑고는 이를 두고 진나라 본국이 쇠망할 때 이 아이의 후손이 강성(姜姓)의 나라에서 흥성할 것이라고 예언했다. 또 장인이 딸을 주려 할 때 점을 쳤는데 5세가 지나면 정경이 되고 8세가 지나면 누구도 맞설 수 없으리라고 했다.